# Club Hípico de Santiago

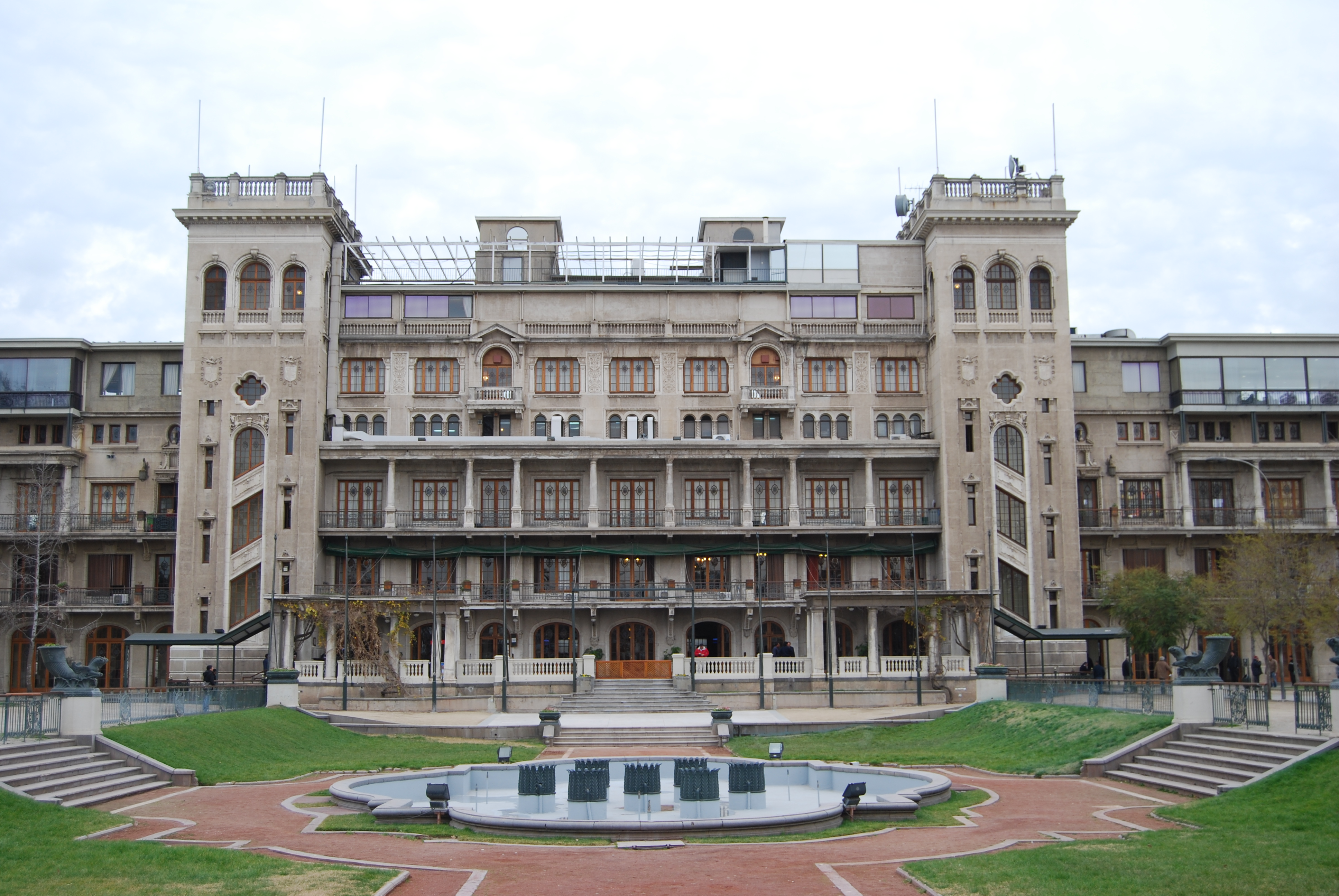
Club Hípico de Santiago.

Club Hipico de Santiago é a mais antiga praça de corrida de cavalos do Chile, localizada em Santiago, fundada em 1869. 
Club Hipico esta assentado em 198 acres.

## Detalhes da Pista
As corridas ocorrem no sentido horário (o mesmo dos ponteiros do relógio).
Conta com 2 pistas principais: uma de grama com milha e meia de perimetro e outra de areia com 1 milha e 1/4.

## Dias de Corrida
Produz mais que 1500 corridas ao ano às sextas feiras e em segundas feiras alternadas (86 dias de corrida por ano, 19 páreos por dia). 
É nela que ocorre a mais antiga prova clássica sulamericana, o El Ensaio, Grau I, na milha e meia, em pista de grama, em novembro.
Nele são disputadas oito provas de Grau I , 9 de Grau II, 10 Grau III e 15 listadas .
O club tem capacidade para mais de 54 mil pessoas e essa quantidade de pessoas foram para o show do Iron Maiden em 2008 e 2009